# Kleine hooiwagenkrab
De kleine hooiwagenkrab (Macropodia parva) was tot voor kort de naam van een krab uit de familie Inachidae, die vrij zeldzaam is voor de Nederlandse kust. Voor de Belgische kust is de soort vrij algemeen en werd onder andere vastgesteld tussen begroeiing op een meetframe ter hoogte van de Thorntonbank. Ze wordt ook vermeld bij wrakken voor de kust.
Recent werd de soort als synoniem bepaald van Macropodia rostrata

## Anatomie
De kleine hooiwagenkrab heeft een driehoekig carapax, waarvan de lengte maximaal 11 mm bedraagt en de breedte 7 mm. Ze bezit gesteelde ogen die niet intrekbaar zijn. De rugzijde van de carapax draagt slechts enkele setae. Ze is meestal geelbruin gekleurd. De voorste rand van het rugschild bezit een relatief kort, tweetandig rostrum. De schaarpoten zijn slank en alle pereopoden zijn relatief lang, gestekeld en dragen setae. De dactylus (laatste segment) van de eerste twee paar looppoten is lang en recht, dat van het derde en vierde (= vierde en vijfde pereopode) gematigd gebogen en aan de binnenzijde voorzien van prominente stekels.

## Verspreiding en ecologie
De kleine hooiwagenkrab komt voor op harde substraten, maar soms ook op zandig slib, vanaf de getijdenzone tot op 40 m diepte. Het is een Oost-Atlantische soort die gevonden wordt van Zuid Noorwegen tot in Portugal.

Er is nagenoeg niets bekend over de biologie van deze krabbensoort.